# Acaruay
Acaruay je rijeka u Venezueli, pritoka rijeke Caroni. Pripada porječju rijeke Orinoco.